# Dubenec, Trutnov
Dubenec là một làng thuộc huyện Trutnov, vùng Královéhradecký, Cộng hòa Séc.